# Gugu, Toninho e Augusto
Gugu, Toninho e Augusto é uma série documental brasileira com quatro episódios sobre a trajetória de vida e carreira do apresentador, radialista, jornalista, empresário, ator, cantor e produtor brasileiro Gugu Liberato.
Produzida pelo SBT, a série tem direção geral de Michael Ukstin, supervisão de roteiro de Eli Ramos e roteiro de Tom Anaya. Estreou em 21 de novembro de 2024 pela plataforma +SBT.

## Premissa
A série acompanha a trajetória do jovem que ousou sonhar, tornou-se apresentador e chegou a ser visto como o sucessor de Silvio Santos. Gugu, Toninho e Augusto revisita as memórias de quem testemunhou de perto a rápida ascensão de Gugu Liberato, relembrando quadros marcantes, histórias inesquecíveis e artistas que ele ajudou a revelar. Além disso, a produção também destaca seu lado familiar e seu espírito empreendedor.

## Elenco
- Gugu Liberato
- João Augusto Liberato
- Marina Liberato
- Sofia Liberato
- Celso Portiolli
- Daniela Beyruti

## Prêmios e indicações
| Ano  | Prêmio                   | Categoria                       | Nomeação       | Resultado | Ref.  |
| ---- | ------------------------ | ------------------------------- | -------------- | --------- | ----- |
| 2024 | Prêmio APCA de Televisão | Série – Documental/Documentário | Michael Ukstin | Indicado  | [ 5 ] |